# Neil Costa
 (signalé en mai 2025).
Si vous disposez d'ouvrages ou d'articles de référence ou si vous connaissez des sites web de qualité traitant du thème abordé ici, merci de compléter l'article en donnant les références utiles à sa vérifiabilité et en les liant à la section « Notes et références ».
- Archive Wikiwix
- Bing
- Cairn
- DuckDuckGo
- E. Universalis
- Gallica
- Google
- G. Books
- G. News
- G. Scholar
- Persée
- Qwant
- (zh) Baidu
- (ru) Yandex
- (wd) trouver des œuvres sur Wikidata

Neil Francis Costa (né à Gibraltar) est un homme politique gibraltarien, membre du Parti libéral de Gibraltar. Il a été élu au parlement en 2007, réélu en 2011 et 2015. Il est membre du gouvernement.
Il vient d'une famille ouvrière, son père est maçon et sa mère caissière à Safeway. Il a étudié le droit et la langue espagnole à l'Université du pays de Galles. Il a rejoint le Parti libéral de Gibraltar en 1999. En 2007, il est élu député et devient ministre de la Santé et des Services sociaux dans le gouvernement fantôme. En 2011, il devient Ministre du Tourisme, des Transports publics, des relations commerciales et du port. En décembre 2014, il est nommé Ministre des Affaires et de l'Emploi. En octobre 2016, il est nommé Ministre de la Santé, des soins et de la justice.